# Magikern (tarotkort)

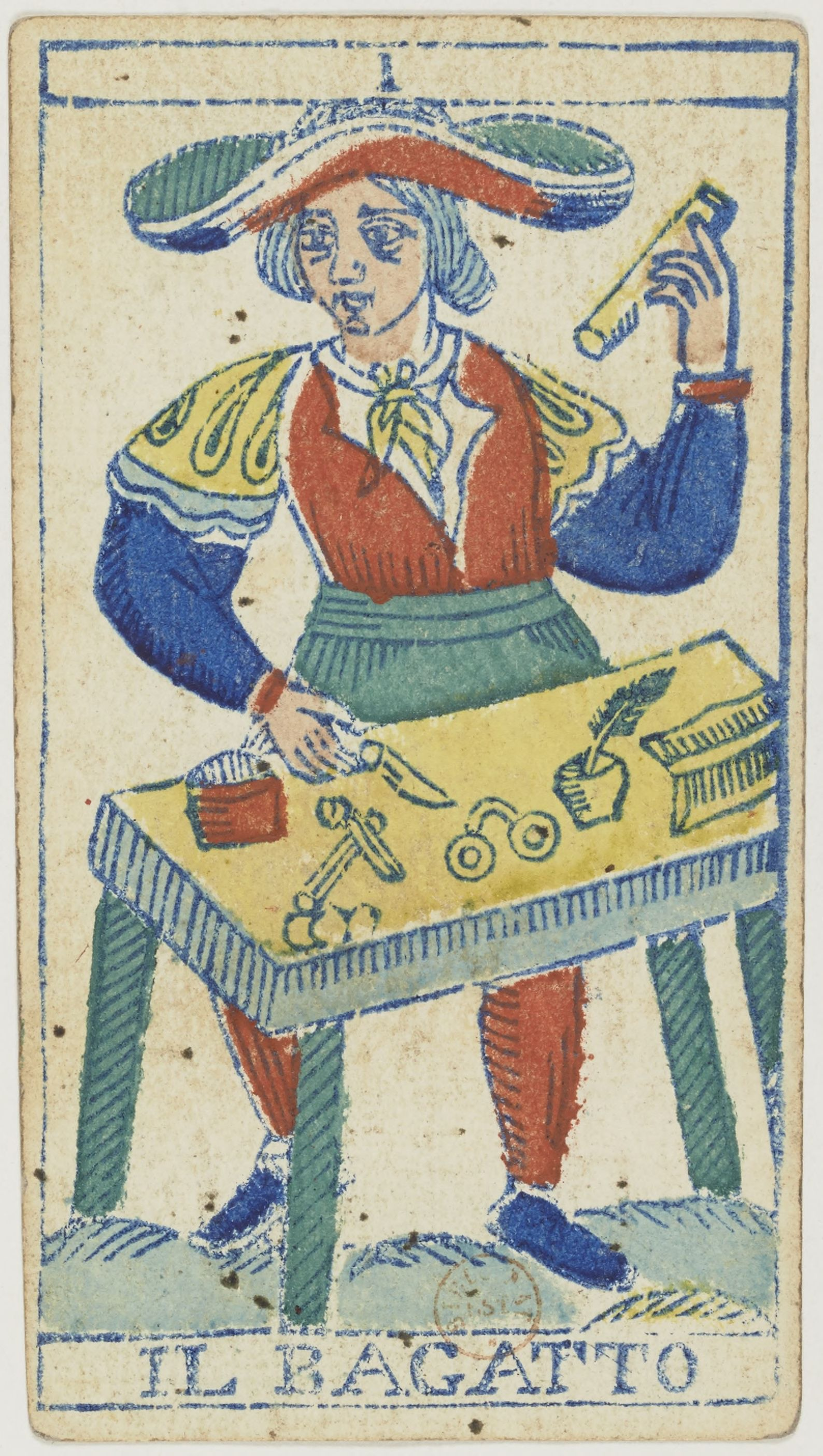
En äldre version av kortet där magikern framställs som en gatuartist

Magikern är ett av de 78 korten i en tarotkortlek och är ett av de 22 stora arkanakorten. Kortet ses generellt som nummer ett. Rättvänt symboliserar kortet förmågor, koncentration, manifestering, önskan eller viljestyrka. Omvänt symboliserar kortet manipulation, lurendrejeri, bortkastad talang eller illusion. Kortet föreställer en person med en uppsträckt hand mot himlen och med en annan pekandes mot marken. Framför magikern står ett bord med symbolerna för de fyra sviterna i tarotkortleken. Ovanför huvudet har magikern en lemniskata. Ursprungligen föreställde kortet en gatuartist och förknippades i regel med hasardspel och bedrägeri. Kortet ansågs därför vara av lågt värde. Men på 1800-talet ändrades så väl utseendet som innebörden då det under denna period pågick en slags renässans i intresset för spirituella traditioner. Då förändrades magikern från en gatuartist till en ceremoniell magiker.